# プロ・バスケットボール bjリーグ
プロ・バスケットボール bjリーグは、CS放送チャンネル・GAORAのプロバスケットボール・bjリーグ中継番組である。正確には「プロ・バスケットボール bjリーグ '09-'10」と開催シーズンが後ろに付く。 

## 概略
GAORAはbjリーグ発足時よりbjリーグとメディアパートナーを結んでおり、初年度から中継を行っている。
中継対象はレギュラーシーズンとプレイオフで、GAORAが優先放映権を持ち注目度の高いカードを選択して生中継または同日録画中継に当たる。後日再放送も行っている他、シーズンオフにも「プロ・バスケットボール bjリーグレビュー」と題した前年度再放送も実施。
'07-'08シーズンはシーズン開幕前に事前番組として「プロバスケットボール bjリーグ観戦ガイド」も放送した。
なお、オールスターゲームの中継は行わない（BSフジの独占中継）。bj-KBL チャンピオンシップゲームズは2006年のみ中継。
レギュラーシーズン
'05-'06は不定期で注目カードを翌金曜日に録画中継。2月からはレギュラー化。
'06-'07より生中継開始。土曜日の注目カードを毎週1試合原則生中継。
'07-'08は日曜日の注目カードを毎週1試合原則生中継。
'08-'09シーズンは大阪エヴェッサのホームゲームを中心に放送。また、このシーズンより参入した滋賀レイクスターズ戦はびわ湖放送制作分を原則録画中継する。
'09-'10シーズンからは大阪に加え、京都ハンナリーズ、東京アパッチの試合も数試合。滋賀戦も引き続き原則録画中継で放送。
プレイオフ（ファイナル4）
'05-'06はファイナルのみ生中継で、セミファイナル及び3位決定戦はファイナル再放送と合わせて後日録画中継。
'06-'07はセミファイナル第2試合のみ生中継。
'07-'08はイースタン・カンファレンスファイナルのみ生中継、それ以外は同日録画。
'08-'09は初のファイナル4全試合生中継を敢行した。（BSフジも同様に生中継を行ったが、GAORAは放送開始時間を早めている。）

## 解説
- 河内敏光
- 島本和彦
- 山根謙二
- 行広伸太郎
- 細野真
- 原田裕花
- 北波正衛（びわ湖放送制作）

ファイナル4ではゲスト解説として敗退チームの選手が各試合1名加わる。

## 実況
- 市川勝也
- 金山泉（毎日放送）
- 近藤祐司
- 谷口広明
- 田村正浩
- 大前一樹（2009年-2010年シーズンから、主に関西で行われる試合で出演）
- 加藤暁（2010年5月3日の京都対大阪戦から出演）
- 牧田もりかつ（びわ湖放送）
- 結城哲郎（GAORAアナウンサーとなった2011-12シーズンより参加）